# Ковалівське буровугільне родовище (пам'ятка природи)
Ковалівське буровугільне родовище — геологічна пам'ятка природи місцевого значення. Об'єкт розташований на території Коломийського району Івано-Франківської області, село Ковалівка.
Площа — 0,5000 га, статус отриманий у 1996 році.